# W. W. Bartley, III
Pour les articles homonymes, voir Bartley.
William Warren Bartley III (2 octobre 1934 - 5 février 1990), connu sous le nom de W. W. Bartley III, était un philosophe américain spécialisé dans le langage, la logique et la philosophie du XXe siècle, et membre du cercle de Vienne.

## Jeunesse et éducation
W. W. Bartley est né à Wilkinsburg, en Pennsylvanie, le 2 octobre 1934. Il a été élevé dans un foyer protestant. Il a terminé ses études secondaires à Pittsburgh et a étudié à l'Université de Harvard entre 1952 et 1956, obtenant un baccalauréat en philosophie. Pendant ses études de premier cycle à Harvard, il a été rédacteur en chef du journal The Harvard Crimson. Il a passé le semestre d'hiver de 1956 et le semestre d'été de 1957 à la Harvard Divinity School et à l'Episcopal Theological School (en) de Cambridge, Massachusetts. En 1958, il obtient sa maîtrise en philosophie à Harvard. Bartley s'entraînait pour devenir ministre protestant, mais a rejeté le christianisme à ce moment-là . Il a ensuite étudié sous la direction de Karl Popper à la London School of Economics, où il a obtenu son doctorat en 1962. Des parties de sa thèse, Limits of Ratioality: A Critical Study of Some Logical Problems of Contemporary Pragmatism and Related Movements, ont ensuite été publiées sous le titre The Retreat to Commitment la même année.

## Carrière
Après son doctorat, Bartley a travaillé comme maître de conférences en logique à Londres. Au cours des années suivantes, il a occupé des postes au Warburg Institute et à l'Université de Californie à San Diego. Il a commencé à enseigner à l'Université de Pittsburgh en 1963 et y a été nommé pour la première fois au poste de professeur titulaire en 1969.
En 1973, il rejoint l'Université d'État de Californie à East Bay en tant que professeur de philosophie, où il reçoit la distinction de "Outstanding Professor" (professeur remarquable) de l'ensemble du système de l'Université d'État de Californie en 1979. Son dernier poste là-bas avant sa retraite était celui de chercheur principal à la Hoover Institution.

## Relation avec Karl Popper
Bartley et Popper avaient une grande admiration l'un pour l'autre, en partie à cause de leur position commune contre le justificationnisme. Cependant, lors du Colloque international sur la philosophie des sciences au Bedford College, Université de Londres, du 11 au 17 juillet 1965, ils sont entrés en conflit. Bartley avait présenté un article, Theories of Demarcation Between Science and Metaphysic (Théories de la démarcation entre science et métaphysique), dans lequel il accusait Popper d'afficher une attitude positiviste dans ses premiers travaux et proposait que le critère de démarcation de Popper n'était pas aussi important que Popper le pensait. Popper a pris cela comme une attaque personnelle, et Bartley a pris sa réponse comme indiquant que Popper ignorait sa critique. Leur amitié ne fut rétablie qu'en 1974, après la publication de The Philosophy of Karl Popper (édité par Paul Schillpp). Bartley a changé le ton de ses propos sur le critère de démarcation de Popper, le rendant moins agressif. Cependant, malgré l'amitié restaurée, le point de vue de Bartley n'a jamais été accepté par Popper, qui l'a critiqué même après la mort de Bartley, :première partie.

## Auteur et éditeur
Bartley a publié une biographie du philosophe Ludwig Wittgenstein, intitulée simplement Wittgenstein, en 1973. Le livre contenait un traitement relativement bref de 4 à 5 pages de l'homosexualité de Wittgenstein, s'appuyant principalement sur des reportages d'amis et de connaissances du philosophe. Cette question a provoqué une importante controverse dans les cercles intellectuels et philosophiques; beaucoup l'ont perçu comme une « attaque » posthume contre Wittgenstein. Certaines traductions étrangères du livre, comme la première édition de la traduction espagnole, ont omis le matériel « offensant ». Dans la seconde édition de la biographie (La Salle, Illinois : Open Court, 1985, p. 159-197), Bartley a répondu aux objections des critiques, soulignant que les périodes d'homosexualité active de Wittgenstein sont vérifiées par les propres écrits privés du philosophe, y compris ses journaux codés, et qu'une confirmation approfondie était également disponible auprès de personnes qui connaissaient Wittgenstein à Vienne entre les deux guerres mondiales, y compris d'anciens amants. Bartley a également envisagé, et rejeté, l'idée d'un lien entre la vie privée et la philosophie.
Bartley a également écrit une biographie de Werner Erhard, le fondateur des Erhard Seminars Training.
Bartley a édité le livre de Lewis Carroll Symbolic Logic (voir Logique symbolique), y compris le deuxième volume, que Carroll n'avait jamais publié.
Bartley a étendu l'épistémologie popperienne dans son livre The Retreat to Commitment, dans lequel il décrit le pancritical rationalism (en) (PCR), un développement du rationalisme critique et du panrationalism (en). Le PCR tente de contourner le problème de l'engagement ultime ou de la régression infinie en découplant critique et rationalisme critique. Un PCR détient toutes les positions ouvertes à la critique et ne recourt jamais à l'autorité pour se justifier.

## Dernières années
Bartley est décédé d'un cancer de la vessie le 5 février 1990 à son domicile d'Oakland, en Californie, après avoir reçu un diagnostic de la maladie au milieu de l'année précédente,,.
Au moment de sa mort, Bartley venait de terminer son dernier livre, Unfathomed Knowledge, Unmeasured Wealth: On Universities and the Wealth of Nations. D'autres travaux qu'il préparait à cette époque comprenaient l'écriture d'une biographie et l'édition des œuvres rassemblées de Friedrich Hayek. Ce dernier était en cours d'achèvement après la mort de Bartley par son collègue et exécuteur testamentaire Stephen Kresge. Une biographie de Popper était également inachevée. Les deux biographies étaient à un stade avancé au moment de la mort de Bartley.

## Publications
- The Retreat to Commitment, 1962
- Morality and Religion, 1971
- Lewis Carroll's Symbolic Logic, 1977
- Wittgenstein, 1973, 1985
- Ludwig Wittgenstein e Karl Popper: maestri di scuola elementare, 1976
- Come demarcare la scienza della metafisica, 1983
- Werner Erhard, The Transformation of a Man: The Founding of est, 1978
- Friedrich Hayek, La présomption fatale : les erreurs du socialisme, 1988, éd. par W. W. Bartley, III.
- Rehearsing a revolution – Karl Popper: A Life, 1989
- Unfathomed Knowledge, Unmeasured Wealth, 1990